# Sven Mijnans
Sven Mijnans, né le 9 mars 2000 à Spijkenisse aux Pays-Bas, est un footballeur néerlandais qui évolue au poste de milieu central à l'AZ Alkmaar.

## Biographie

### En club
Né à Spijkenisse aux Pays-Bas, Sven Mijnans commence le football dans le club local du VV Spijkenisse (en), où il évolue pendant plusieurs années au niveau amateur.
Il rejoint en 2018 le Sparta Rotterdam où il intègre dans un premier temps l'équipe réserve. En septembre 2019, après avoir fait plusieurs apparitions sur le banc des remplaçants de l'équipe première, il signe un nouveau contrat, le liant au club jusqu'en 2021.
Il joue son premier match en équipe première le 19 septembre 2020, lors d'une rencontre d'Eredivisie de la saison 2020-2021, face au Vitesse Arnhem. Il entre en jeu à la place d'Adil Auassar lors de cette rencontre remportée par son équipe sur le score de deux buts à zéro. Il inscrit son premier but lors de son troisième match, le 4 octobre suivant, face à l'AZ Alkmaar en championnat. Entré à la mi-temps alors que son équipe était menée de quatre buts à la pause, il délivre une passe décisive avant de marquer un but, le dernier de la partie, qui permet à son équipe d'obtenir le point du match nul (4-4 score final).
Le 31 janvier 2023, lors du dernier jour du mercato hivernal, Sven Mijnans rejoint l'AZ Alkmaar. Il signe un contrat courant jusqu'en juin 2028.
Le 10 février 2023, Mijnans se fait remarquer en inscrivant ses deux premiers buts pour l'AZ, lors d'une rencontre de championnat face à l'Excelsior Rotterdam. Titulaire, il participe à la victoire de son équipe par cinq buts à zéro,.
Le 10 mars 2024, Mijnans réalise un nouveau doublé, lors d'une rencontre de championnat face au Excelsior Rotterdam. Il est titularisé et participe à la victoire de son équipe par quatre buts à zéro.

### En sélection
En mai 2022, Sven Mijnans est convoqué pour la première fois avec l'équipe des Pays-Bas espoirs par le sélectionneur Erwin van de Looi.

## Vie privée
Sven Mijnans est issu d'une famille de sportifs, son père Hans et son oncle Robert de Heer ont également joués pour le club de ses débuts, le VV Spijkenisse (en).